# Carmen Jara
Carmen Jara (Huelva, 21 de diciembre de 1936 - ibidem, 6 de diciembre de 2022) fue una cantante de copla y colaboradora de radio española.

## Biografía
Carmen Jara nació en Huelva, el 21 de diciembre de 1936. 
Desde finales de los años 50, trabajó en espectáculos teatrales de variedades, destacándose su participación, en 1968, en "Pasodoble", una obra de Quintero, León y Quiroga producida por Matías Colsada, donde compartió cartel con Rocío Jurado, en sustitución de Rosita Ferrer. En el ámbito discográfico, en 1964 grabó su primer disco con la compañía Belter. Entre sus canciones más populares se encuentran: «Mambo Trianero», «Romance de Valentía», «Luna de las montañas», «Quince Faroles», «Rezaras», «En silencio», «Rumbo y tronío» y «Amor que te di». Después de un tiempo retirada del espectáculo -concretamente desde 1982 cuando, con motivo de la Copa Mundial de Fútbol de 1982, actuó en el teatro Teatro Calderón- en 1990 volvió a cantar, en directo, en el programa Las Coplas de Canal Sur presentado por Carlos Herrera. 
Desde mediados de los años 80 y hasta 1996, fue productora y guionista del programa de su íntima amiga Encarna Sánchez, Directamente Encarna de la Cadena COPE, en el que llegó a ser contertulia del espacio La mesa camilla, junto a Marujita Díaz, Paquita Rico, María Dolores Pradera y Mari Carmen Yepes. Tras el fallecimiento de la locutora, continuó colaborando en otros programas de la misma emisora, como La Tarde de Mari Cruz Soriano o La mañana de Federico Jiménez Losantos. Asimismo, debido a la polémica surgida años después de la muerte de Encarna, acudió en numerosas ocasiones a programas de televisión para tratar el tema, verbigracia, visitó Sálvame Deluxe (2010) y Nada es igual (2012), ambos de Telecinco y participó en varios documentales sobre la locutora. 
Desde 2009 y hasta su fallecimiento -el 6 de diciembre de 2022- colaboró como tertuliana en el espacio Crónica Rosa de esRadio.